# GNU Guile
GNU Guile (zkratka anglicky GNU Ubiquitous Intelligent Language for Extensions, doslova zhruba Všudypřítomný inteligentní jazyk (projektu) GNU pro rozšíření) je skriptovací prostředek operačního systému GNU vyvíjeného v rámci projektu GNU. Jedná se o interpret a knihovny programovacího jazyka z rodiny Lispu, přesněji jazyka velmi blízkého jazyku Scheme (mj. implementuje jeho starší verzi R5RS).
Samotný projekt Guile je zčásti programován v jazyce C a dostupný pod licencí GNU LGPL. Lze jej nainstalovat na Linuxu i na BSD a pomocí Cygwinu nebo Mingw i na Microsoft Windows.
Mezi aplikace, které podporují skriptování v Guile, patří GnuCash, GNU Debugger (od verze 7.8), LilyPond, GNU Make (od verze 4.0) a GNU TeXmacs.